# Copertino
Copertino (Cupirtinu in dialetto salentino) è un comune italiano di 22 776 abitanti della provincia di Lecce in Puglia.
Situato nel Salento occidentale, ha dato i natali a san Giuseppe da Copertino.

## Geografia fisica
Dal punto di vista meteorologico Copertino rientra nel territorio del Salento meridionale che presenta un clima prettamente mediterraneo, con inverni miti ed estati caldo umide. In base alle medie di riferimento, la temperatura media del mese più freddo, gennaio, si attesta attorno ai +9 °C, mentre quella del mese più caldo, agosto, si aggira sui +25,1 °C. Le precipitazioni medie annue, che si aggirano intorno ai 676 mm, presentano un minimo in primavera-estate ed un picco in autunno-inverno.
Facendo riferimento alla ventosità, i comuni del basso Salento risentono debolmente delle correnti occidentali grazie alla protezione determinata dalle Serre salentine che creano un sistema a scudo. Al contrario le correnti autunnali e invernali da sud-est, favoriscono in parte l'incremento delle precipitazioni, in questo periodo, rispetto al resto della penisola.
| Copertino                  | Mesi | Mesi | Mesi | Mesi | Mesi | Mesi | Mesi | Mesi | Mesi | Mesi | Mesi | Mesi | Stagioni | Stagioni | Stagioni | Stagioni | Anno |
| Copertino                  | Gen  | Feb  | Mar  | Apr  | Mag  | Giu  | Lug  | Ago  | Set  | Ott  | Nov  | Dic  | Inv      | Pri      | Est      | Aut      | Anno |
| -------------------------- | ---- | ---- | ---- | ---- | ---- | ---- | ---- | ---- | ---- | ---- | ---- | ---- | -------- | -------- | -------- | -------- | ---- |
| T. max. media (°C)         | 12,4 | 13,0 | 14,8 | 18,1 | 22,6 | 27,0 | 29,8 | 30,0 | 26,4 | 21,7 | 17,4 | 14,1 | 13,2     | 18,5     | 28,9     | 21,8     | 20,6 |
| T. min. media (°C)         | 5,6  | 5,8  | 7,3  | 9,6  | 13,3 | 17,2 | 19,8 | 20,1 | 17,4 | 13,7 | 10,1 | 7,3  | 6,2      | 10,1     | 19,0     | 13,7     | 12,3 |
| Precipitazioni (mm)        | 80   | 60   | 70   | 40   | 29   | 21   | 14   | 21   | 53   | 96   | 109  | 83   | 223      | 139      | 56       | 258      | 676  |
| Umidità relativa media (%) | 79,0 | 78,9 | 78,6 | 77,8 | 75,7 | 71,1 | 68,4 | 70,2 | 75,4 | 79,3 | 80,8 | 80,4 | 79,4     | 77,4     | 69,9     | 78,5     | 76,3 |

- Classificazione climatica di Copertino:[5]
  - Zona climatica: C
  - Gradi giorno: 1194

## Storia

### Origini
Secondo la tradizione la cittadina sorse nel 560 o nel 615 d.C. dall'unione degli abitanti dispersi dei casali di Mollone, Casole, Cigliano, e Cambrò; verosimilmente il suo sviluppo potrebbe attestarsi nel 924 anno in cui i saraceni distrussero quei casali e straziarono la vicina Nardò. Raccolti in un agglomerato preesistente di origine bizantina, gli abitanti superstiti dettero vita ad una nuova comunità che chiamarono dapprima "Cittadella", ma che in seguito stabilirono di denominare Conventino, poi Cupertino ed infine Copertino. Quale arma civica scelsero un albero di pino con le radici affioranti e ai lati del tronco apposero le lettere C e P per significare la neonata Conventio Populorum. Dunque, il primo fenomeno di aggregazione di popolazione nel territorio di Copertino ebbe inizio con la dominazione bizantina nel Salento.

### Dal XI al XIV secolo
Il contesto storico di Copertino, dopo la dominazione bizantina, risulta più chiaro, in quanto le dinastie normanno-svevo-angioine che si succedettero privilegiarono la cittadina di strutture attrattive per la popolazione. Scesi a patti col pontefice Niccolò II, i Normanni si insediarono nell'Italia meridionale e nel 1088, per volontà del conte Goffredo edificarono in Copertino un tempio di rito latino per contrapporlo a quello di San Nicola di rito greco. Si tratta dell'attuale Chiesa Matrice che nel 1235 lo svevo Manfredi di Sicilia volle dedicare alla Vergine delle Nevi. Altra testimonianza tangibile della loro presenza in Copertino la si riscontra in alcuni tessiture murarie del Castello. A quell'epoca Copertino è definito ancora "casale" essendo privo di adeguata recinzione muraria ed i diritti feudali appartenevano a Francesco Maletta.
Nella seconda metà del Duecento, quando l'agguerrito esercito di Carlo d'Angiò annientò definitivamente gli Svevi, il casale di Copertino (insieme a quello di Carpignano), fu infeudato a Guido e Filippo De Pratis. Da questi passò a Gualtieri di Brienne, duca di Atene e conte di Lecce, il quale completò il maschio iniziato dagli Svevi e apportò ulteriori ampliamenti al castello. I Brienne, e successivamente i d'Enghien, loro eredi, divennero signori di un vasto territorio che elevarono a contea. Ne fu capoluogo Copertino e comprendeva le terre di Galatone, Leverano e Veglie. Con il matrimonio di Maria d'Enghien, contessa di Lecce e di Copertino, con Raimondo Orsini del Balzo la contea fu inserita nel principato di Taranto. In occasione del matrimonio di Caterina loro figlia con il cavaliere francese Tristano di Chiaromonte, la contea passò al governo di quest'ultimo il quale ne elevò gradualmente il suo capoluogo. Fu proprio il conte Tristano, secondo la transunzione di alcuni atti, che nel 1430 fece cingere per primo l'ellittico centro antico di Copertino. Si dice che costui allacciò buoni rapporti con il clero locale. Ma divenne ancor più famoso quando dette in moglie la figlia Isabella di Chiaromonte all'aragonese Ferrante, figlio di Alfonso d'Aragona ed erede al trono di Napoli.
Sul finire del XIV secolo la popolazione locale, come del resto tutte quelle dei centri feudali, si raggruppò nell'Universitas allo scopo di regolare i rapporti giurisdizionali tra il potere elettivo del popolo e gli ufficiali della regia Bagliva che rappresentavano gli interessi dei feudatari. A fianco dell'Università lottava pure il clero che non accettava il controllo della curia vescovile per esserne esente in virtù di antichi privilegi.

### Dal XV al XVI secolo
Tra la fine del Quattrocento e la prima metà del Cinquecento Copertino era divenuto un interessante polo commerciale grazie soprattutto alle infinite distese di uliveti i cui frutti venivano macinati in numerosi frantoi ipogei, mentre l'olio veniva trasportato nel vicino porto di Gallipoli per essere spedito nei paesi nordici. Questo relativo benessere economico favorì l'accentramento della popolazione e quindi un lento ma progressivo incremento demografico.
Nell'antico centro abitato sorgerà il Convento di San Francesco. Con l'avvento degli Aragonesi al potere, i quali lo conquistarono con l'aiuto dell'esercito spagnolo e alcuni cavalieri albanesi, nel 1498 la contea di Copertino fu concessa ai Castriota Granai, albanesi appunto, in segno di gratitudine per l'aiuto prestato. Con la loro presenza, durata quasi tutta la prima metà del Cinquecento, Copertino visse il periodo aureo della sua storia.
A Giovanni Castriota Granai si deve la ristrutturazione del complesso monastico di Casole per affidarlo ai Minori osservanti. Suo padre Alfonso, generale di Carlo V, ampliò e fortificò la cinta muraria. A ridosso della chiesa Matrice fondò il Monastero di Santa Chiara il cui badessato, fino al Settecento, fu retto da tutta una generazione di Castriota. Ma l'opera che maggiormente lo consegnò alla storia copertinese fu l'ampliamento del vecchio maniero il cui progetto affidò all'architetto militare Evangelista Menga. Di pari importanza fu anche lo sviluppo dell'edilizia civile incrementato dalla borghesia che scelse di stanziare a Copertino lusingata dagli stessi Castriota. Con la scomparsa di Antonio, ultimo discendente maschio di Alfonso Castriota, la contea di Copertino passò alle dipendenze del Viceregno spagnolo che nel frattempo aveva scalzato la dinastia aragonese. Fu, questa, l'epoca del baronaggio forestiero che si infiltrò e trasformò la popolazione al punto tale da farla sentire spagnola per tendenza, per lezioso cerimoniale e per umiliante soggezione al Consiglio madrileno. La contea di Copertino fu, quindi, messa all'asta e, nel 1557, venne acquistata da Vittoria D'Oria, madre dell'arrendatore genovese Uberto Squarciafico per 29 700 ducati. Da questi passò a Giulio Cesare che, morto senza eredi maschi, nel 1582 la trasferì a sua sorella Livia che, sposando Galeazzo Pinelli, la possedette col titolo di marchesato.
Sul finire del XVI secolo i copertinesi godevano un relativo benessere. È il Rinascimento di cui risente l'architettura civile e il cui risultato sarà la nascita di sontuosi palazzi con prospetti che saranno resi eleganti da immancabili mignani. Secondo una tradizione epigrafico-umanistica, inoltre, sulle trabeazioni di diverse dimore civili, vengono incisi motti latini che riflettono le doti umanistiche di chi le abitava. Sorgono le prime abitazioni fuori le mura che contribuiranno alla gemmazione del cosiddetto Borgo, polarizzato dal convento e dalla chiesa dei Domenicani e cernierato dal rinascimentale palazzo Capozza. Infatti, le mura del centro abitato, con i suoi ventitré torrioni e le due porte denominate del Castello a nord-est e del Malassiso a sud-est, costituiscono uno spazio decisamente angusto in confronto alla sua evoluzione demografico-spaziale. Se ne accorsero i francescani che nel feudo di Cigliano eressero un secondo convento, una grancia che chiamarono della Grottella. E, sul finire del Cinquecento vi giunsero anche i padri Cappuccini. Ben sei complessi conventuali, quindi, vi sorgevano sul finire del XVI secolo. L'incessante sviluppo e la diffusione della cultura umanistica, sui quali presidiava la religiosità del peccato, indussero i laici e il clero a costituire un Ospedale capace di far fronte alle richieste dei pellegrini, dei malati e dei più poveri del paese.
Ma Copertino non fu solo terra di monaci e di preti. Qui, nel 1580 ad opera del canonico don Cesare Desa sorse anche la prima tipografia stabile di tutta la Terra d'Otranto. Ma parallelamente all'arte della stampa si andava affermando anche quella pittorica con la presenza di Gianserio Strafella. Intanto agli Squarciafico erano subentrati i Pignatelli. Anna Francesca Pinelli e il principe di Belmonte, Antonio Pignatelli, infatti, furono i padroni e i signori di Copertino fino all'eversione della feudalità.

### Dal XVII al XVIII secolo
Siamo nel Seicento, dunque, e Copertino vive i fasti della storia con i prodigi del suo figlio maggiore: fra Giuseppe Desa da Copertino. Un francescano dai miracolosi prodigi che, dopo il transito terreno, la Chiesa elevò agli onori degli altari. Pervaso di religiosità e di misticismo questo secolo fu, per Copertino, quello in cui si segnalavano anche i prodigi del riformato fra Silvestro Calia e quelli del domenicano padre Michele Marzano. Mentre per l'arte, faceva parlare di sé la pittura controriformista del cappuccino fra Angelo da Copertino. Per la scultura emergeva Giovanni Donato Chiarello e per l'architettura Ambrogio Martinelli. Tra i costruttori vanno citati Adriano Preite, Evangelio Profilo e la famiglia di capomastri Verdesca.
È noto che il Settecento fu segnato da carestie, terremoti e pestilenze. Ma Copertino, se sembrò sfuggire a questi infausti eventi, non poté salvarsi, invece, dalla morsa fiscale dei Borbone che, proprio nel 1742, sferrarono quell'ingegnoso attacco che si chiamò Catasto onciario. La rivoluzione napoletana del 1799 aprì le porte del Regno di Napoli ai francesi. Teoricamente scomparvero le angherie feudali (decime e ridecime baronali), ma persistette la prepotenza di chi mal sopportava di essere stato privato di tanto gratuito benessere. Il matrimonio tra la figlia di Francesca Pinelli ed Antonio Pignatelli, Francesca Paolina, con Angelo Granito di Belmonte, infatti, rappresentò l'ultima nota di una feudalità titolata, ma ormai priva di potere.

### Dal XIX secolo in poi: l'era contemporanea
Per Copertino inizia l'era contemporanea. Un lungo e faticoso cammino interesserà il paese, il quale impiegherà tutto l'Ottocento per scrollarsi quei retaggi di un feudalesimo che ne aveva blindato il sapere e le energie dei suoi uomini. La legislazione dei napoleonidi, infatti, non troverà ancora uomini pronti a riscattare Copertino da lungo torpore. Il Regio Demanio collocherà ancora una volta uomini avidi di cose e di potere. La ridefinizione dei confini territoriali non assegnerà a Copertino nemmeno una marina, nonostante in antico regime i copertinesi provvedessero alla manutenzione della torre Squillace (o Scianuli). I suoi conventi e le sue chiese saranno depredati da cosiddetti ricevitori del Demanio che si impossesseranno delle opere d'arte o le faranno migrare altrove. Al breve periodo dei napoleonidi subentrarono nuovamente i Borbone. Gli animi dei copertinesi cominciarono a ribellarsi.
Si costituiranno anche qui sette carbonare con l'unico scopo di sensibilizzare gli animi a fare l'Italia unita. Le lotte si susseguirono fino a quando anche i Borbone non cederanno il passo alla volontà plebiscitaria. I copertinesi chiamati al voto plebiscitario furono, dunque, 1 420. In Terra d'Otranto votarono "si" in 94 570 mentre i "no" furono solo 929. Finalmente, il 21 gennaio 1861 venivano fissate le prime elezioni politiche. Il 14 marzo si apriva a Torino il primo Parlamento italiano. All'indomani dell'unificazione nazionale Copertino attraverserà una seconda faticosa fase di crescita. Tutti gli sforzi furono indirizzati alla bonifica del centro urbano, a rendere le strade praticabili ed applicare tutta una serie di regolamenti che ne scandiranno il vivere civile. Un circolo di lettura, un teatro comunale, l'illuminazione delle strade con lampioni a petrolio sanciranno definitivamente l'affermazione della città borghese.
Nuovo slancio ebbe la cultura copertinese, con la costruzione, durante il Fascismo, della prima scuola, situata in via Roma e che ora prende il nome di I Istituto Comprensivo.

### Simboli
Lo stemma cittadino rappresenta, su fondo d'oro, un albero di pino sradicato, affiancato dalle lettere maiuscole C e P, iniziali della frase latina Conventio Populorum che, tradotta in italiano in "incontro di popoli diversi", testimonia la differente origine dei primi abitanti del paese.
Il gonfalone è un drappo di azzurro.

## Monumenti e luoghi d'interesse

### Architetture religiose

#### Basilica di Santa Mariaad Nives

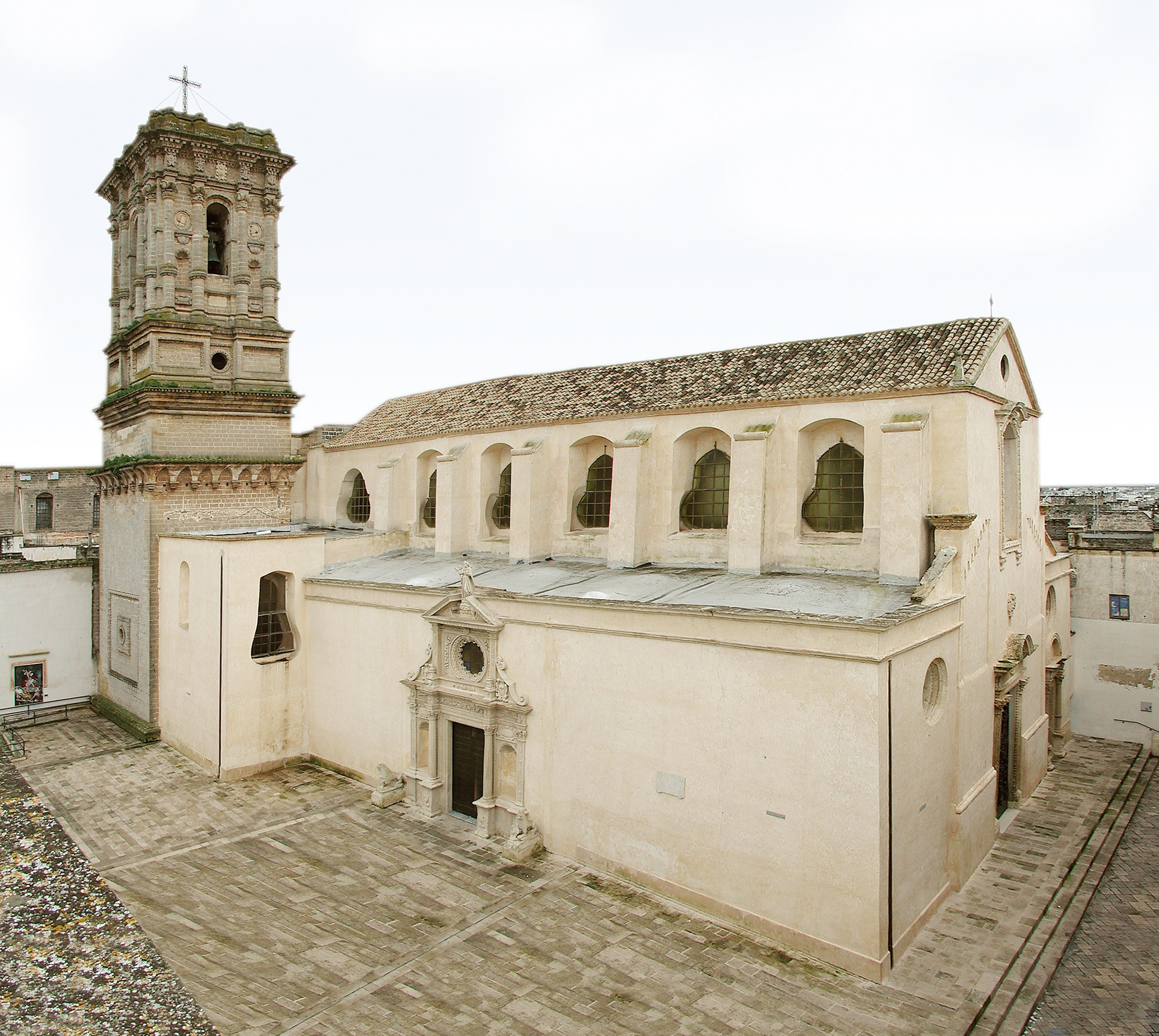
Basilica pontificia di Santa Maria ad Nives

La Basilica di Santa Maria ad Nives sorse nel 1088 per volontà del conte Goffredo il Normanno e fu intitolata alla Vergine Assunta. Nel 1235 Manfredi, principe di Taranto e conte di Copertino la elevò a basilica regia intitolandola alla Vergine delle Nevi.

#### Santuario San Giuseppe da Copertino

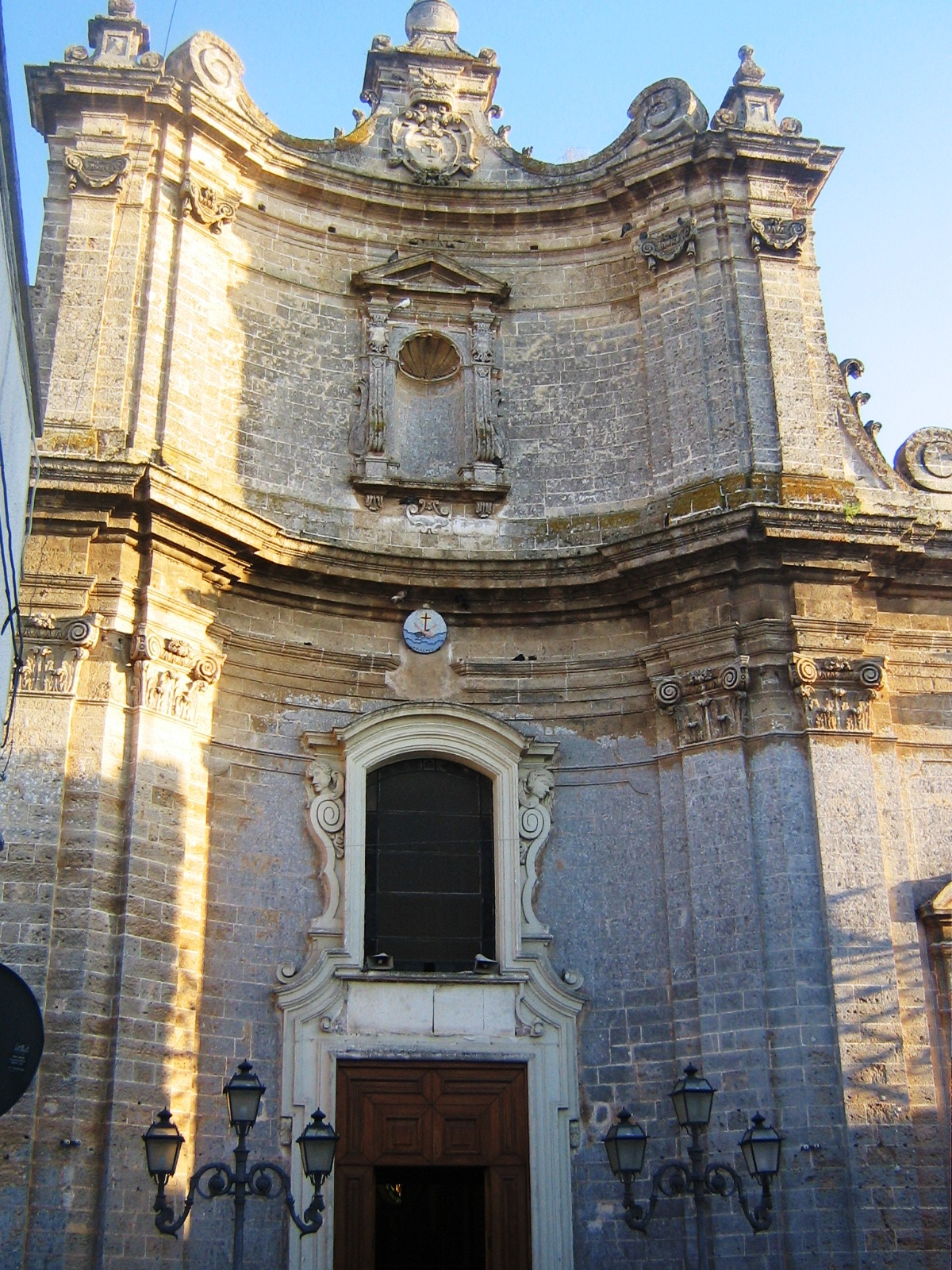
Santuario di San Giuseppe da Copertino

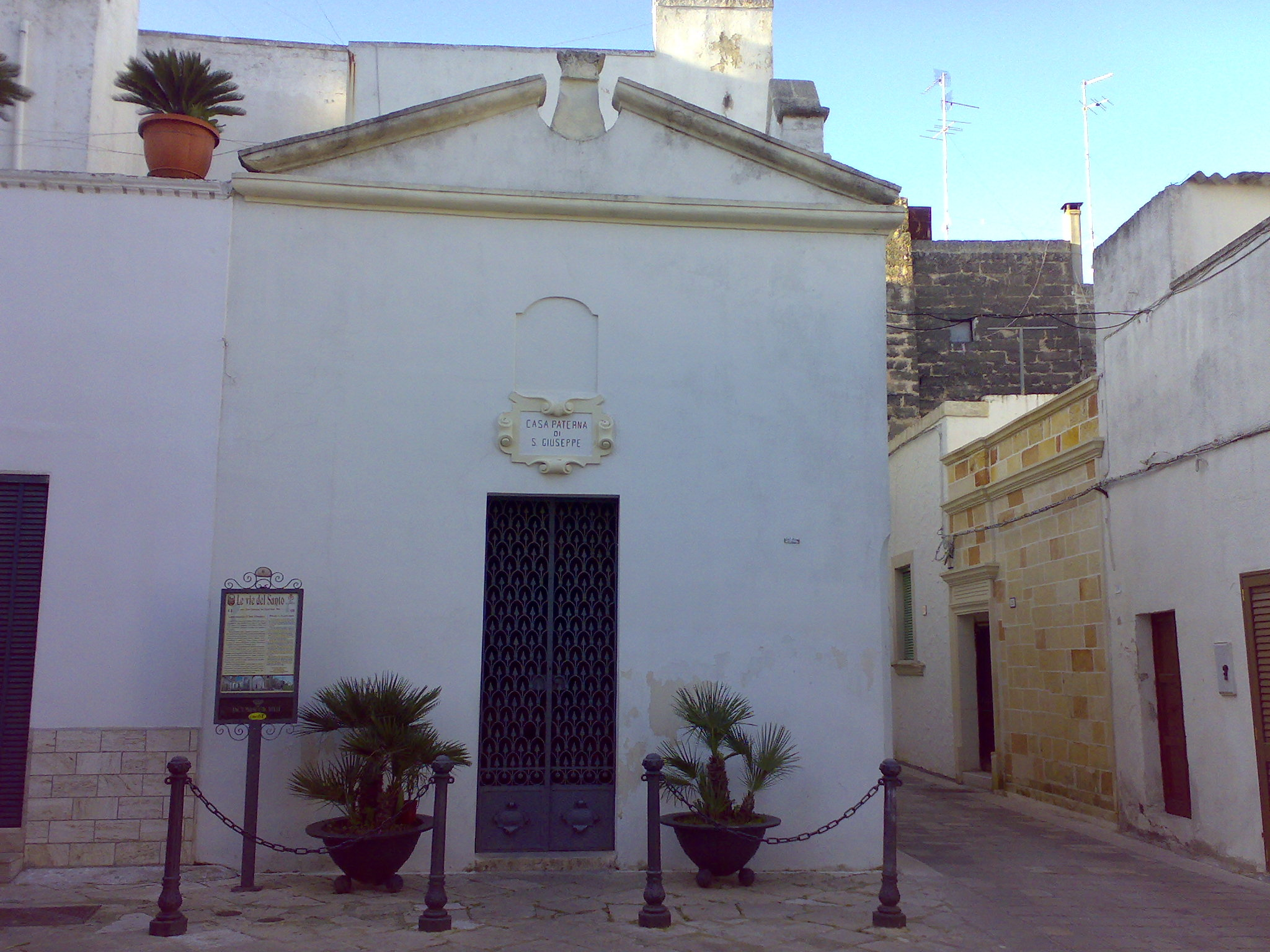
Casa Paterna di San Giuseppe da Copertino

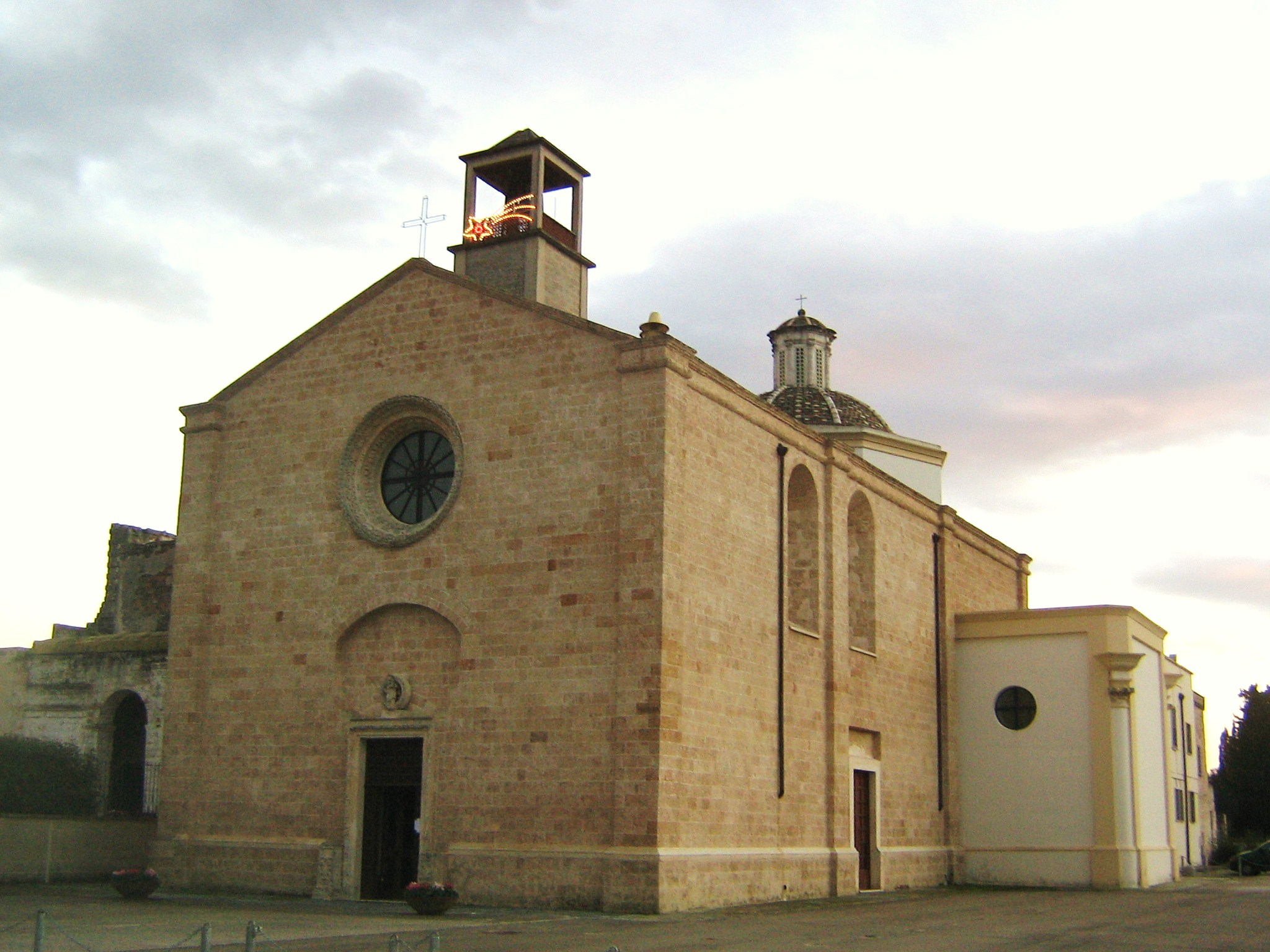
Santuario della Grottella

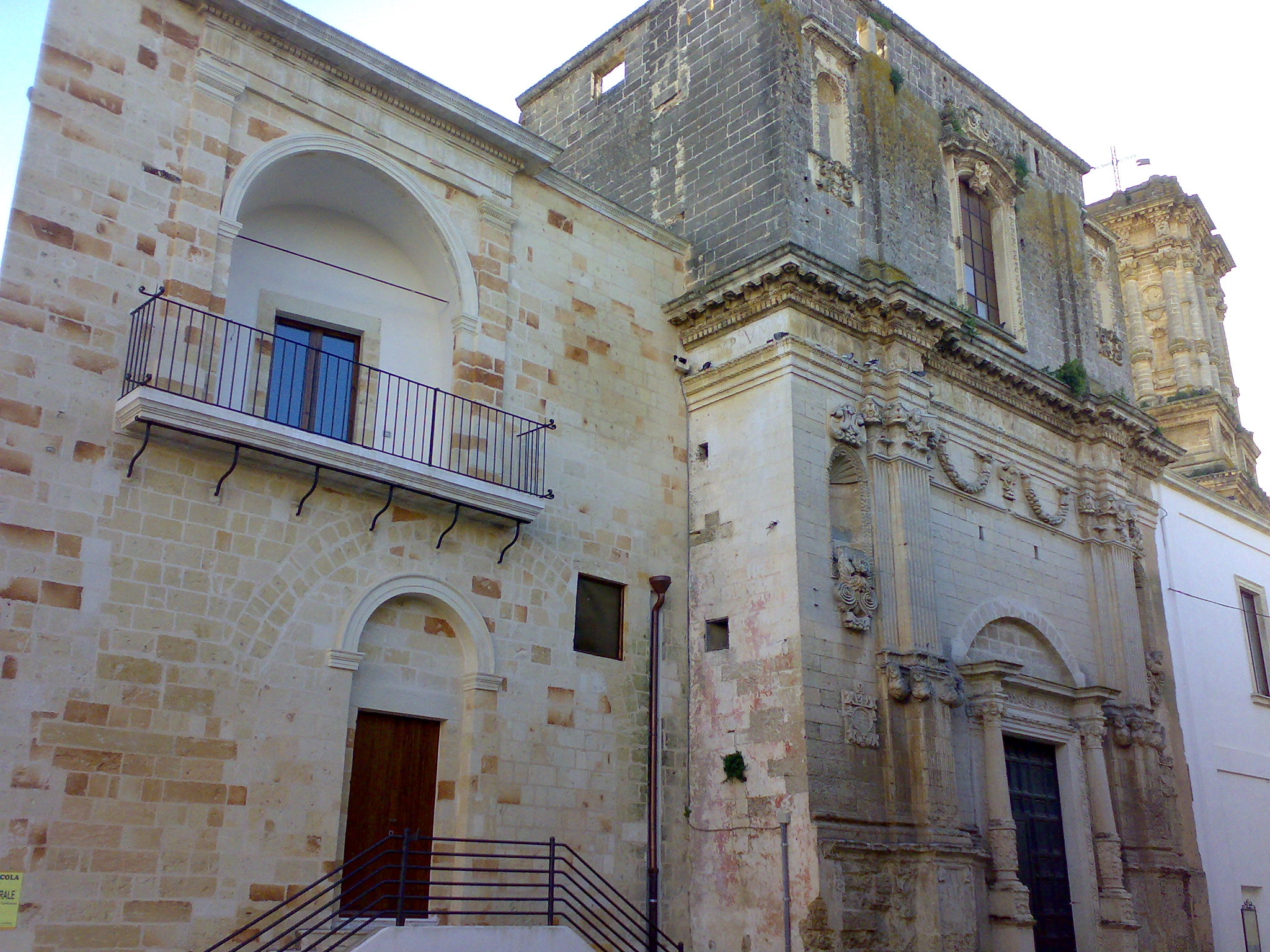
Chiesa di Santa Chiara

La costruzione del Santuario di San Giuseppe fu pensata nel 1753 anno della beatificazione di fra Giuseppe Desa. Nel 1754, dopo una serie di incomprensioni tra alcuni privati e l'Universitas, su disegno del copertinese Adriano Preite si dette inizio ai lavori. Fu necessario abbattere un tratto delle mura e la chiesa di San Salvatore. Come si leggeva in un'epigrafe scomparsa, la chiesa fu terminata nel 1758.
L'edificio è a pianta centrale ed è coperto a volta. Nel 1872 fu ingrandito con la realizzazione dell'attuale vano absidale. Un'iscrizione sulla parte esterna dell'abside rimanda al costruttore Quintino Lupo. Il suo interno è sobrio, elaborato da eleganti stucchi, contrapposto ad una facciata concava, di media elevatura, ma sinuosa per i grandi moduli e le volute in carparo. All'interno vi sono custodite numerose reliquie del Santo tra cui il cuore, giunto a Copertino da Osimo il 7 aprile 1953. L'edificio comprende anche la piccola stalla in cui Franceschina Panaca diede alla luce Giuseppe Maria Desa. Il misero ambiente seicentesco si presenta col tetto a capanna fatto di paglia, canne e tegole, i muri scrostati, un camino e due stipetti a muro.
- Casa Paterna di San Giuseppe

Si tratta di una piccola casa ad unico vano appartenuta a Felice Desa, padre di Giuseppe. Qui, Franceschina Panaca diede alla luce Brigida (1587), Pietro (1591), Margherita (1595) e Livia (1601). Tutti fratelli di Giuseppe che, tranne Livia, morirono in età giovanile. Dopo la morte di Felice Desa, la casa passò a Franceschina che nel 1623 la cedette alla figlia Livia. In seguito fu venduta a privati e solo nel 1753, in occasione della beatificazione di fra Giuseppe, venne acquistata dai Frati minori i quali ne fecero una cappella, modificandone il prospetto con l'intento di collocarvi al vertice la statua del Beato.
L'interno ospita sulla parete sinistra un dipinto su tela della fine dell'Ottocento che raffigura l'agonia di mamma Franceschina (1645) assistita dalla figlia Livia e da altri religiosi; nella parte superiore del dipinto è raffigurato San Giuseppe, allora presso il convento di Assisi, che appare alla madre.

#### Santuario della Grottella
Il Santuario della Grottella, con l'annesso convento, è situato alla periferia del paese e fu il luogo di molte estasi di San Giuseppe da Copertino.
La storia del santuario ha inizio nel XVI secolo, quando tra i cespugli fu rinvenuta una grotta sotterranea, sulla parete della quale era dipinta un'icona bizantina della Madonna. Nel 1577 si edificò l'attuale edificio, ampliato successivamente nella seconda metà del Settecento con l'aggiunta di altari barocchi, di affreschi parietali e di una cappella dedicata a San Giuseppe. L'altare maggiore del Seicento contiene l'affresco della Vergine.
Nel 1618, i Francescani diedero inizio alla costruzione dell'adiacente convento, il quale fu oggetto della soppressione innocenziana del 1652. Fu riaperto dopo circa trent'anni e ingrandito. Soppresso per la seconda volta nel 1862, fu riaperto nel 1954.
Il grande parco che si estende dinanzi al Santuario viene utilizzato per ospitare importanti manifestazioni musicali e artistiche. Il 19 settembre 2005 è stato teatro del concerto gratuito dei Negramaro (con la partecipazione di Franco Califano).

#### Chiesa e monastero di Santa Chiara
La chiesa e il monastero di Santa Chiara furono fondati nel 1545 per volontà del feudatario Alfonso Castriota.
Il complesso claustrale fu significativamente rimaneggiato nei primi decenni del XVIII secolo. La dimora delle clarisse fu ampliata ed il suo interno fu decorato con stucchi. La chiesa, ricostruita quasi ex novo, perse le originarie linee architettoniche cinquecentesche e venne trasformata in un edificio barocco. Fu officiata dalle monache claustrali le quali vi rimasero fino alla soppressione murattiana. Per circa 150 anni, dal 1826 la chiesa fu sede della Confraternita di San Salvatore e Morti.

#### Chiesa e convento dei Domenicani
Il complesso conventuale dei Domenicani, fondato col titolo di Santa Maria dell'Idria sul luogo di un'antichissima cappella, risale al Cinquecento. Infatti, nel 1570 per volontà dell'arcivescovo di Nardò Ambrogio Salvio, venne edificata una chiesa nella quale fu trasferita un'immagine della Vergine, che secondo le fonti dell'epoca, si considerava miracolosa.
L'attuale struttura è il frutto di numerosi rifacimenti effettuati nel corso dei secoli in seguito a crolli accidentali. L'ultima modifica sostanziale ha interessato l'edificio tra il 1930 e il 1959; in questo trentennio vennero costruite le navate laterali e fu eretto l'attuale campanile. Delle originarie opere architettoniche rimangono due altari barocchi, un affresco riproducente la Pietà e una tela raffigurante la Madonna del Rosario (1612), opera del pittore gallipolino Gian Domenico Catalano. Nel 1919 divenne la sede della seconda parrocchia di Copertino.

#### Resti del convento di San Francesco
Il Convento di San Francesco sorse tra il 1415 e il 1417 per volontà del teologo francescano fra Luca da Copertino, accanto all'antica chiesa di San Nicola di rito greco. Constatato lo stato di abbandono di questa chiesa fra Luca fu spinto a chiederla al vescovo per conto dell'Ordine, con la promessa di costruirvi accanto un convento per i frati.
Nel XVI secolo il complesso conventuale fu ingrandito. L'imponente prospetto della chiesa ad unica navata era rivolto ad occidente; la torre campanaria conteneva quattro campane; il presbiterio e l'altare maggiore erano ricchi di statue e reliquie di santi. Nel 1536 fu realizzato un coro di ventidue sedie. Nel 1609 Giovanni Donato Caputo, padre provinciale dell'Ordine e zio di San Giuseppe, fece realizzare il chiostro. Nel 1720 i frati dotarono la chiesa di un organo con otto registri.
La chiesa è legata alle vicende di San Giuseppe da Copertino. Infatti, tra il 1611 e il 1615 Giuseppe Desa veniva portato quasi ogni giorno dalla madre Franceschina Panaca per invocare la sua guarigione dalle piaghe che ne ricoprivano il corpo. In questa chiesa avvenne la guarigione di Giuseppe.
I decreti murattiani ne segnarono il declino e sul finire del XIX secolo dovette lasciare il posto a nuovi edifici.

#### Chiesa di Santa Maria di Casole

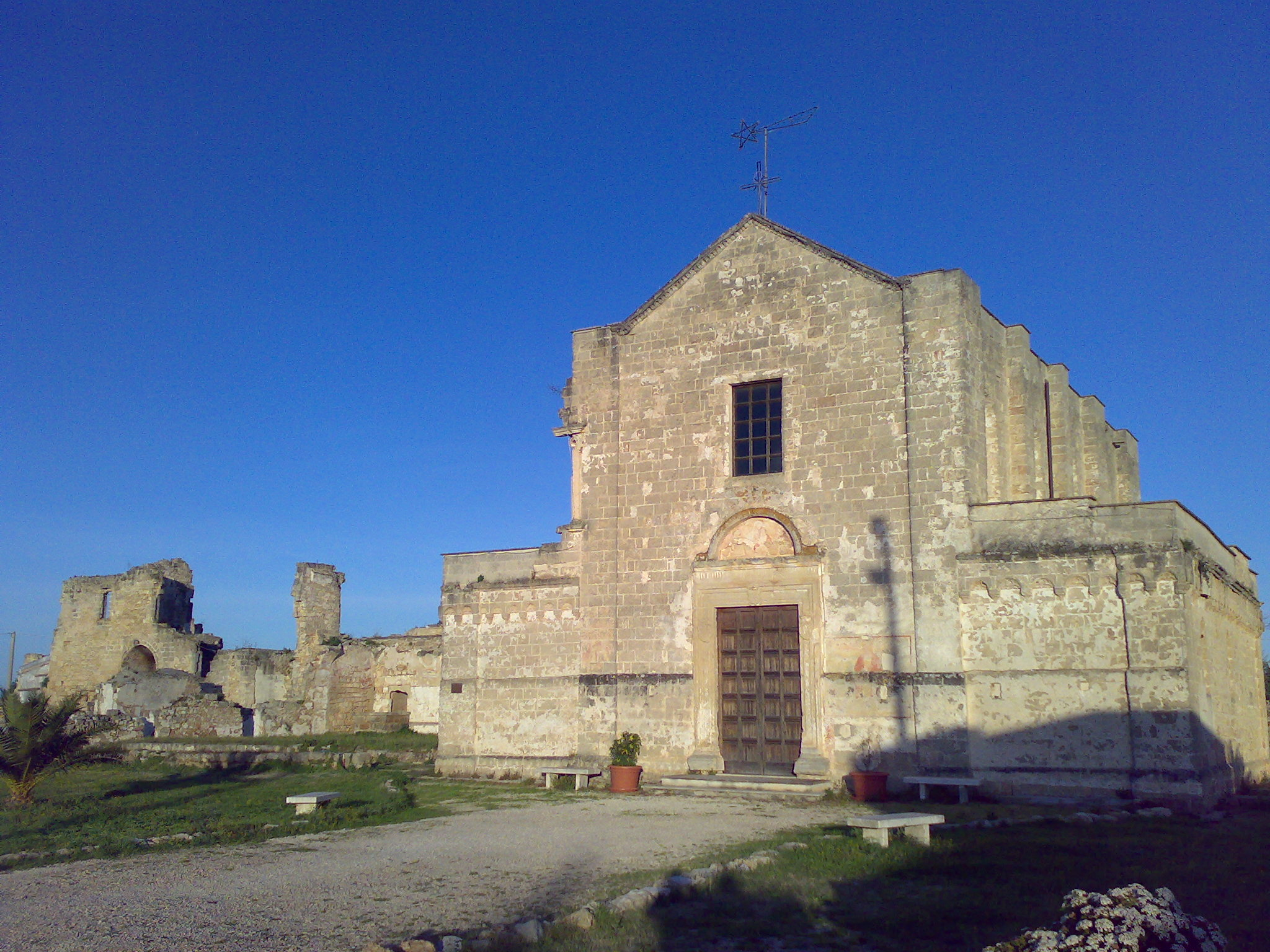
Chiesa di Santa Maria di Casole

La Chiesa di Santa Maria di Casole sorge fuori dal centro urbano, sulla strada provinciale Copertino-Nardò. La chiesa, attorno alla quale sono ancora visibili i resti del convento che la circondavano, faceva parte del casale medievale di Casole. I primi documenti che attestano l'esistenza di questo casale risalgono al 1274. Tuttavia, il primo insediamento abitativo si sviluppò prima dell'anno Mille ad opera dei monaci basiliani.
L'attuale fisionomia della chiesa risale alla prima metà del Cinquecento, quando venne ricostruita in seguito a una distruzione effettuata da scorrerie turche. Presenta un sobrio prospetto a capanna e due ali laterali con finestre. Sul portale d'ingresso si apre una lunetta recante un affresco della Vergine tra San Francesco e Sant'Antonio. L'interno, a tre navate, ha una copertura a volta realizzata nel 1668; la copertura delle navate laterali è invece a volta a crociera costolonata. Sono presenti alcuni altari, resti degli affreschi originari e un particolare coro con tre nicchie per lato disposte in diagonale. Dell'adiacente convento rimangono solo alcuni ruderi.

#### Cappella di Santa Maria delle Grazie
L'attuale redazione della cappella risale alla seconda metà del Cinquecento. Essa fu edificata sulle rovine di un precedente edificio del Quattrocento, intitolato al culto di San Pietro.
La cappella è a pianta rettangolare e ad unica navata con volta a botte lunettata. La facciata è alquanto sobria, coronata dalla presenza di un minuscolo campanile a vela. Gli affreschi, raffiguranti la Vergine tra San Pietro e San Paolo, risalgono al 1707. Ai lati vi sono collocate due tele di notevoli dimensioni realizzate da fra Angelo da Copertino, noto pittore cappuccino. La prima, entrando a destra, raffigura la Vergine tra santi ed è firmata F. Angelus a Cupertino per sua devozione pingebat 1682. L'altra raffigura le stimmate di San Francesco.
La cappella è una delle principali attestazioni del culto mariano cittadino fondate sulle rovine di un culto medievale radicato alla tradizione dell'approdo dell'apostolo Pietro sulle coste salentine.

#### Cripta di San Michele Arcangelo
La cripta si trova nelle campagne a sud del paese, presso la masseria li Monaci. Un'iscrizione presente all'interno ricorda che la cripta fu voluta nel 1314 dal cavaliere Sourè, da sua moglie e dai suoi figli e che fu affrescata da Nicola e Demetrio da Soleto.
Interamente scavato nella roccia, l'ipogeo misura 9 x 5,20 m e la volta, sorretta da due pilastri, ha un'altezza di 2,60 metri. L'interno possiede due altari; quello centrale, che serviva per la preparazione e consacrazione delle Sacre Specie, presenta un affresco raffigurante il Crocifisso, la Madonna e San Giovanni Evangelista; quello della navata sinistra contiene un affresco con San Giovanni Evangelista; un affresco con San Michele Arcangelo è posto sulla parete destra. Di particolare interesse è la decorazione del soffitto, dalla quale emerge un cielo stellato.

### Architetture civili

#### Palazzo Pappi
Palazzo Pappi era la residenza della facoltosa famiglia Pappi estintasi già alla fine del Settecento. Della struttura originaria rimane soltanto un caratteristico portale cinquecentesco.
Il portale dei Pappi, realizzato in pietra leccese e situato all'interno dell'omonima corte, rappresenta un singolare esempio di architettura rinascimentale, a difesa dell'elegante edificio. Il progetto per la realizzazione del portale sarebbe stato eseguito da Evangelista Menga, progettista del locale castello. Il portale bugnato catalano-durazzesco è inquadrato da grate lapidee traforate. L'arco a tutto sesto è chiuso da una chiave finemente lavorata, sormontata dall'arma nobiliare dei Pappi, raffigurante un leone rampante. Nonostante la cura riservata, le grate laterali all'arco, paragonabili ad un raffinato merletto, non hanno resistito all'aggressione degli agenti atmosferici. Con il recente restauro, le parti logorate sono state sostituite e consolidate.

#### Masserie
- Masseria Fortificata Annibale
- Masseria il Trappeto o le Trappete
- Masseria Fortificata La Torre
- Masseria Li Monaci
- Masseria Messere
- Masseria Mollone
- Masseria Cambrò (Specchia di Normandia)
- Masseria La Nova
- Masseria La Cornula

#### Altri palazzi

##### Palazzo Ventura
Palazzo Ventura costituiva la residenza della famiglia omonima, stabilitasi a Copertino nel XV secolo. Della loro dimora resta il pregevole portale, arricchito nel corso del Settecento con stucchi e motivi barocchi. Il palazzo, abbandonato dalla famiglia verso la fine dell'Ottocento, fu ceduto alla Parrocchia Santa Maria ad Nives nel 1950. La struttura venne adibita a centro educativo e subì radicali manomissioni e ampliamenti che ne oscurarono l'originario profilo cinquecentesco.

##### Palazzo Prence
Come per gli altri palazzi cittadini, anche Palazzo Prence subì sostanziali rifacimenti nel corso dei secoli. Tuttavia è possibile ancora distinguere tracce originarie del Seicento come alcuni affreschi interni, le volte a botte lunettata e il portale d'ingresso. Quest'ultimo, opera del Chiarello, è sormontato da una statua di San Michele Arcangelo che uccide il drago.

### Architetture militari

#### Castello

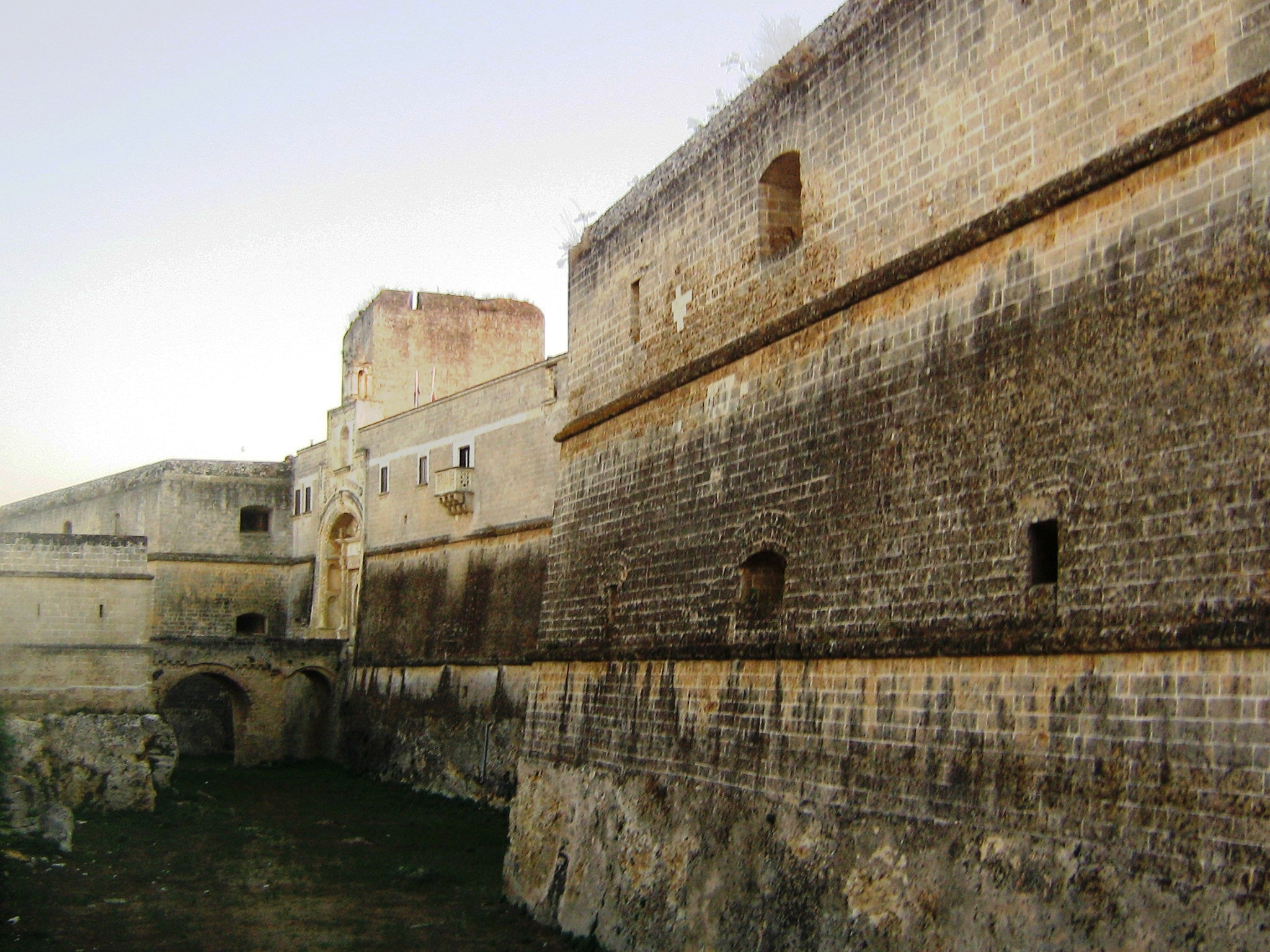
Castello

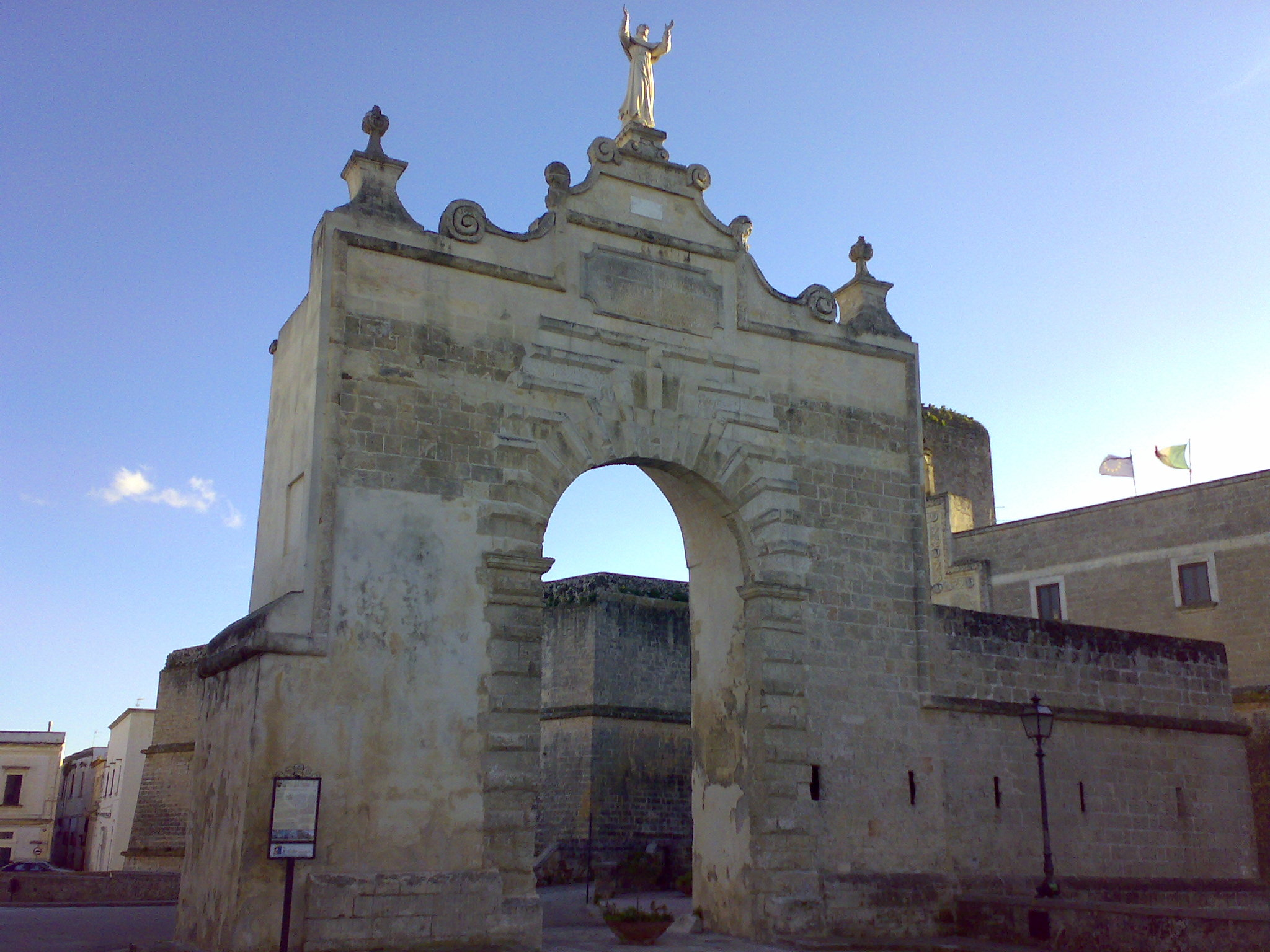
Porta di San Giuseppe

L'attuale castello, progettato dall'architetto Evangelista Menga per volontà di Alfonso Castriota e completato nel 1540, ingloba una fortezza sorta in epoca normanna ed ampliata successivamente dagli Angioini.
Ha una pianta quadrangolare ai cui vertici si innestano quattro possenti baluardi a lancia. Lungo il perimetro si misurano novanta feritoie distribuite su tre ordini separati da una cornice marcapiano. Dall'esterno è possibile distinguere il maschio a base scarpata realizzato nel XIII secolo. Il portale di gusto catalano-durazzesco, le cui decorazioni sono realizzate in calcarenite locale integrate con stucchi, è tipicamente celebrativo. Nel cortile interno corrono enormi gallerie di collegamento ai bastioni. Sulla sinistra sorge il porticato Pinelli-Pignatelli. Sulla destra è presente la cappella di San Marco, interamente affrescata dal pittore manierista Gianserio Strafella. All'interno, negli ambienti residenziali cinquecenteschi, è presente una cappella gentilizia dedicata a Santa Maria Maddalena, con affreschi del Quattrocento, rinvenuta durante i lavori di restauro.
Nel 1886 il castello fu dichiarato monumento nazionale e nel 1955 sottoposto alle norme di tutela.

#### Porte della città vecchia

##### Porta di San Giuseppe
Nel 1430 fu il conte Tristano di Chiaromonte a far erigere il primo perimetro murario di Copertino e questa porta, detta originariamente del Castello rappresentò per un secolo l'unica via di accesso all'abitato. Nel XVII secolo, secondo i canoni controriformistici, la parte interna fu completamente affrescata con figure di santi, tra cui Sant'Oronzo. Nel 1754, in occasione della beatificazione di San Giuseppe il sindaco, Giulio Cesare Lezzi, la trasformò in arco di trionfo in onore del Beato concittadino.

##### Porta del Malassiso
Fino al 1895 al posto della colonna votiva di San Sebastiano sorgeva l'antica porta del Malassiso, la seconda dopo quella detta del Castello, realizzata in seguito al rifacimento e all'ampliamento della cinta muraria, voluto nel 1540 da Alfonso Castriota. Al vertice di questa porta vi era la seicentesca statua raffigurante San Sebastiano, primo protettore della città. Dopo l'atterramento, la statua fu conservata nella vicina chiesa dei padri Domenicani e rimessa sull'attuale colonna nel 1925.

## Società

### Evoluzione demografica
Abitanti censiti

### Etnie e minoranze straniere
Al 31 dicembre 2020 risultano risiedere a Copertino 684 cittadini stranieri. Le comunità più numerose sono:
- Albania - 191
- Romania - 133
- Senegal - 51
- India - 48
- Pakistan - 47
- Marocco - 34
- Cina - 21

### Dialetto

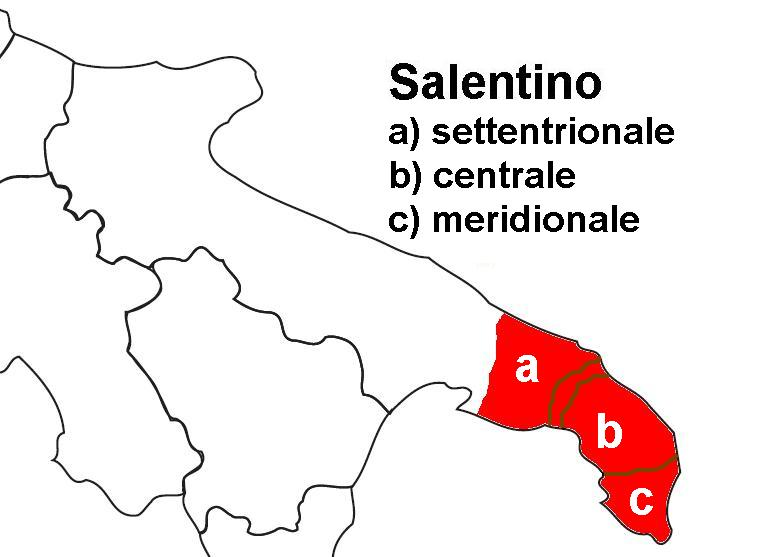
Diffusione del dialetto salentino

Il dialetto parlato a Copertino è il dialetto salentino nella sua variante centrale che corrisponde al dialetto leccese. Il dialetto salentino si presenta carico di influenze riconducibili alle dominazioni e ai popoli stabilitisi in questi territori che si sono susseguite nei secoli: messapi, greci, romani, bizantini, longobardi, normanni, albanesi, francesi, spagnoli.

## Cultura

### Istruzione

#### Biblioteche
- Biblioteca Comunale

#### Scuole
Esistono a Copertino cinque scuole dell'infanzia statali e una scuola dell'infanzia "Moschettini" privata paritaria; quattro scuole primarie; tre scuole medie inferiori; l'IISS "Don Tonino Bello" completo di Liceo Scientifico, Scienze Umane, Linguistico e Classico; un Istituto Tecnico Commerciale "V.Bachelet" e un Istituto Professionale per i Servizi Commerciali.

#### Musei
- Museo di San Giuseppe; Reliquie, indumenti, lettere, oggetti appartenuti a San Giuseppe da Copertino.

### Media

#### Stampa
Dal 1945 si pubblica, annualmente, in occasione delle festività patronali, il giornale satirico-umoristico "La Macennula". Prende il nome dal malevolo nomignolo affibbiato ai Copertinesi ad indicarne la volubilità di pensiero (la macennula, antico strumento utilizzato per dipanare le matasse di lana, gira sul suo asse in entrambe le direzioni...). Dagli stessi è stato però mutato in elemento di distinzione dal significato positivo, espressione di assoluta libertà di pensiero.
In occasione della sua settantesima uscita, nel 2014 è stata organizzata un'inedita esposizione delle 70 prime pagine nella Galleria Maria d'Enghien del Castello, assieme agli originali delle caricature degli anni Settanta, autore il Colonnello Mimì Martina, e dagli anni Ottanta in poi, realizzate dal Dottor Giuseppe Trono, organizzatore della mostra in collaborazione con Beppe Viva, art director.

##### Videoguida
2013 - A Copertino è stata girata la prima videoguida di VideoPercorsi dal titolo Il borgo antico di Copertino

### Cinema
Il paese ha ospitato talune riprese di alcuni film quali:
- Liberate i pesci! di Cristina Comencini;
- Fine pena mai di Davide Barletti e Lorenzo Conte

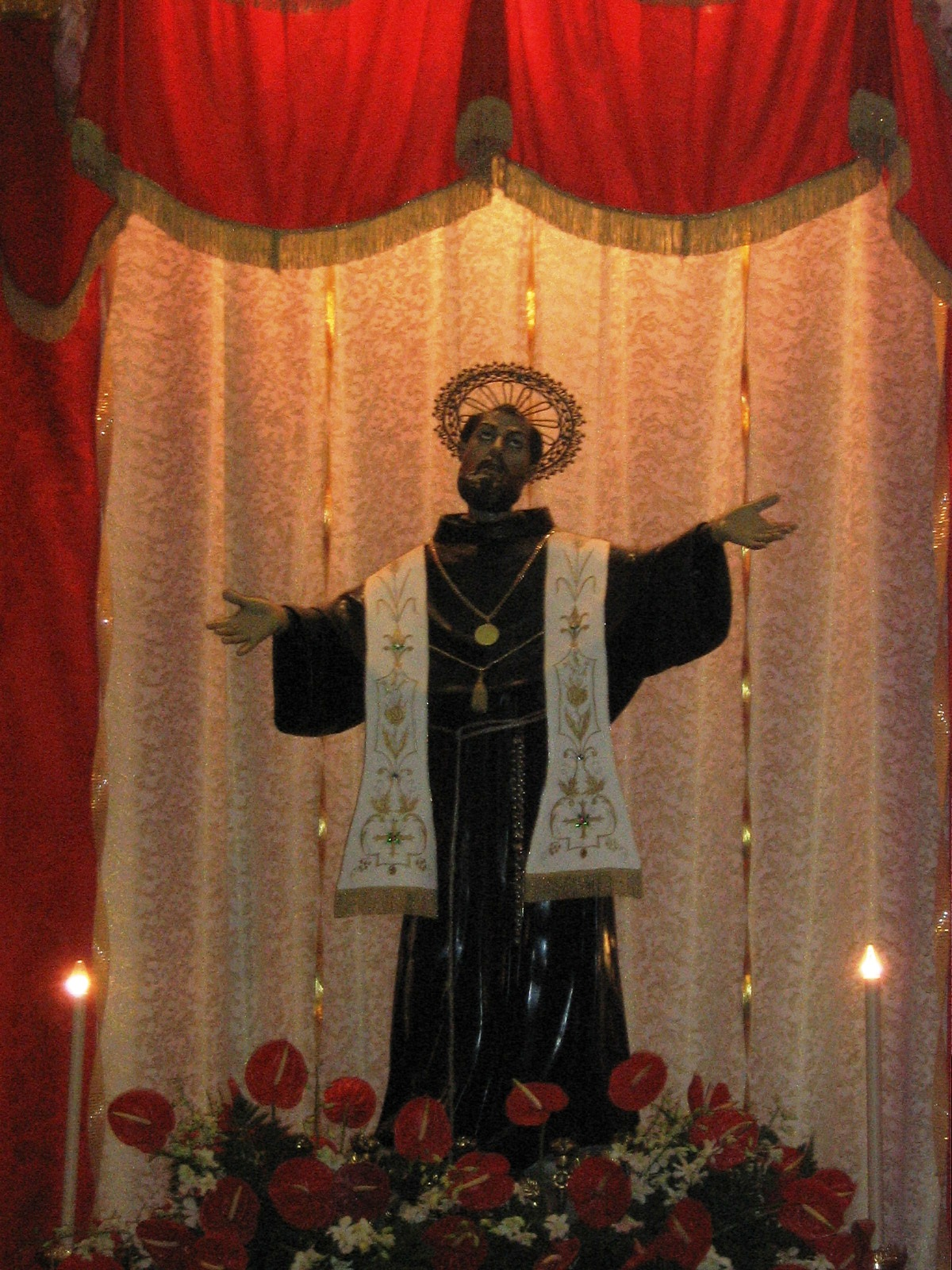
Statua di San Giuseppe

### Musica
Copertino è la città di Giuliano Sangiorgi e Andrea Mariano della famosa band dei Negramaro. Ha anche dato i natali al cantante e attore Adriano Pappalardo.

### Eventi
Dal 31 Dicembre 2024 si svolge il Vista Festival, il quale è un evento musicale annuale che si tiene il 31 dicembre e il 1º gennaio, ideato per celebrare l’arrivo del nuovo anno attraverso musica dal vivo, spettacoli e intrattenimento. La manifestazione si distingue per la partecipazione di artisti di caratura nazionale, che si alternano sul palco accompagnando il pubblico durante i festeggiamenti della mezzanotte e proseguendo con performance nella giornata successiva.
L’evento è concepito come un’esperienza immersiva e festosa che unisce musica, cultura e socialità, con l’obiettivo di offrire un punto di ritrovo collettivo per salutare il vecchio anno e accogliere quello nuovo. Il Vista Festival si svolge nella piazza principale e prevede una programmazione che spazia tra diversi generi musicali, con esibizioni dal vivo, DJ set e momenti di spettacolo.

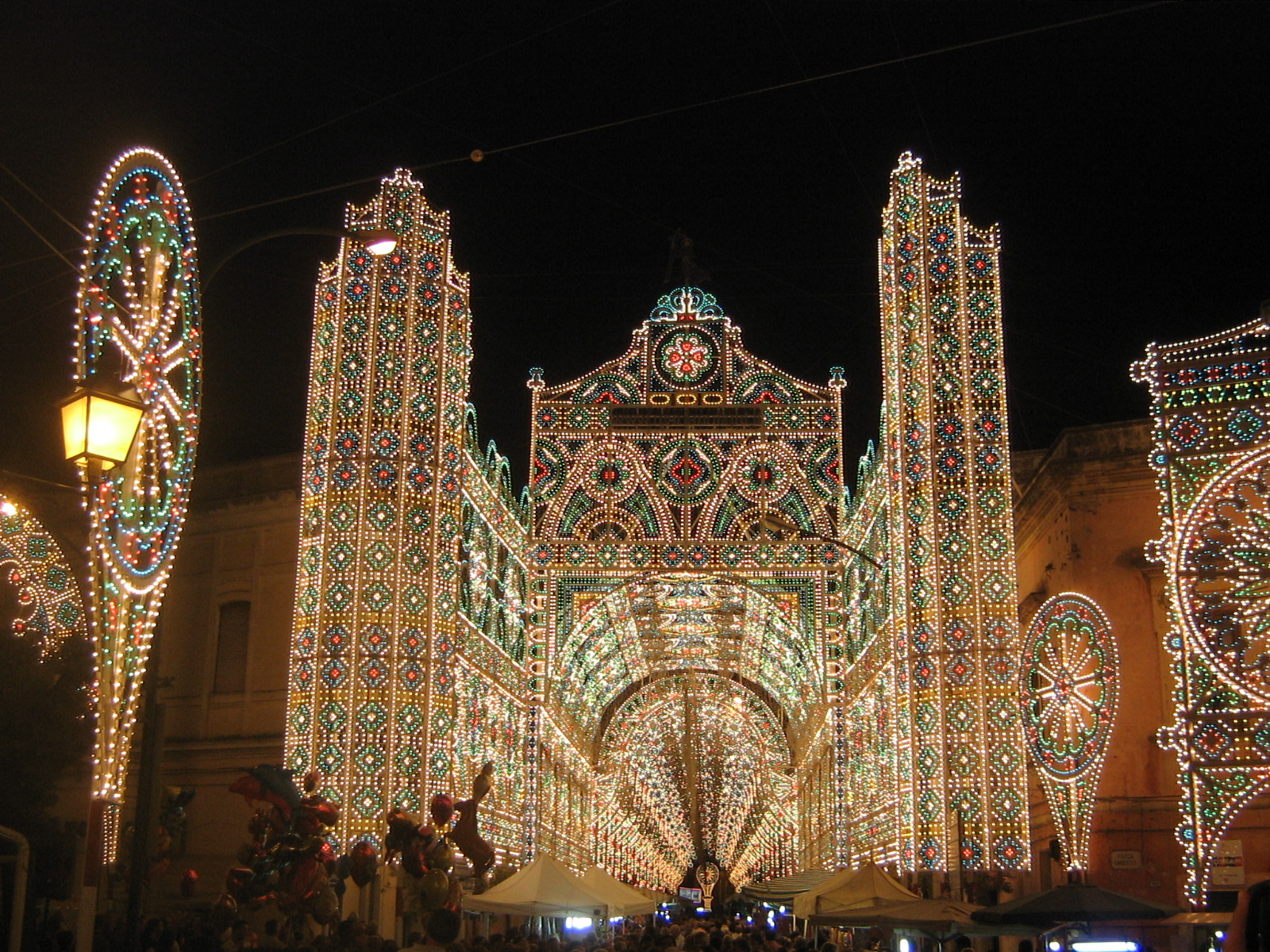
Festa di San Giuseppe

- febbraio- In questo mese si festeggia il carnevale. Maschera tradizionale del paese è Lu Paulinu.
- aprile- Il primo martedì dopo Pasqua si celebra la Madonna della Grottella.
- agosto - Il 5 agosto si celebra la Madonna della Neve. Durante tale festa i diversi quartieri della città si sfidano tra loro attraverso antichi giochi. Il tutto si conclude con una sfilata che vede la partecipazione degli stessi abitanti vestiti con abiti in uso nel paese durante il periodo di costruzione della Basilica "Sancta Maria ad Nives".
- settembre - Il 18 settembre si celebra San Giuseppe da Copertino. La festa comincia il 16 settembre e si conclude con un concerto il 19 dello stesso mese. In questo mese, il paese ospita il "meeting dei giovani" organizzato dai frati minori conventuali di Puglia. Tale incontro, della durata di due giorni, si conclude con l'affidamento del nuovo anno scolastico a S. Giuseppe da Copertino.

## Economia
L'economia copertinese è fortemente legata all'agricoltura. Gli estesi vigneti che circondano la città rappresentano infatti uno dei punti di forza dell'economia locale. Famosi sono i vitigni di questa città, tra cui quello rosso del Negroamaro, e i vini prodotti da questo tipo d'uva: tra i tanti si ricordano il Copertino rosso che ha ottenuto nel 1976 il riconoscimento della denominazione di origine controllata, il Copertino rosato, il Copertino rosso riserva. Importante è anche la produzione olivicola con la presenza di alcuni oleifici e la produzione artigianale con botteghe che si dedicano alla realizzazione di manufatti artistici in cartapesta, pietra, terracotta, legno, vetro e ferro.
Rilevante è la produzione industriale con la presenza di piccole e medie imprese.

## Infrastrutture e trasporti

### Strade
I collegamenti stradali principali sono rappresentati da:
- Strada statale 101 - Lecce-Gallipoli.

I collegamenti intercomunali sono rappresentati da:
- SP114 Copertino-Sant'Isidoro (da cui poter raggiungere Porto Cesareo e il tarantino);
- SP17 Leverano-Copertino-Nardò;
- SP124 Copertino-Carmiano;
- SP6 Copertino-Lecce (via Monteroni);
- SP16 Copertino-Lecce (via San Pietro in Lama);
- SP20-SP125 Copertino-San Donato;
- SP18 Copertino-Galatina (da cui raggiungere Collemeto e Gallipoli).

### Ferrovie
La città è servita da una stazione ferroviaria posta sulla linea Novoli-Gagliano del Capo delle Ferrovie del Sud Est.

## Amministrazione
Di seguito è presentata una tabella relativa alle amministrazioni che si sono succedute in questo comune.
| Periodo           | Periodo          | Primo cittadino          | Partito                            | Carica              | Note   |
| ----------------- | ---------------- | ------------------------ | ---------------------------------- | ------------------- | ------ |
| 15 settembre 1988 | 26 novembre 1991 | Luigi Marcelli           | Democrazia Cristiana               | Sindaco             | [ 10 ] |
| 28 dicembre 1991  | 20 luglio 1992   | Francesco Greco          |                                    | Comm. straordinario | [ 10 ] |
| 20 luglio 1992    | 30 marzo 1993    | Giulio Cappelluti Tasti  | Democrazia Cristiana               | Sindaco             | [ 10 ] |
| 24 maggio 1993    | 28 aprile 1997   | Gino Prete               | Partito Socialista Italiano        | Sindaco             | [ 10 ] |
| 28 aprile 1997    | 14 maggio 2001   | Antonio Pietro Ciccarese | Partito Democratico della Sinistra | Sindaco             | [ 10 ] |
| 31 maggio 2001    | 15 maggio 2003   | Pierluigi Pando          | Partito Popolare Italiano          | Sindaco             | [ 10 ] |
| 9 giugno 2003     | 14 giugno 2004   | Nicola Prete             |                                    | Comm. straordinario | [ 10 ] |
| 15 giugno 2004    | 30 giugno 2008   | Giovanni Marcucci        | centro-sinistra                    | Sindaco             | [ 10 ] |
| 11 settembre 2008 | 21 giugno 2009   | Vincenzo Calignano       |                                    | Comm. straordinario | [ 10 ] |
| 23 giugno 2009    | 7 luglio 2014    | Giuseppe Rosafio         | centro-destra                      | Sindaco             | [ 10 ] |
| 11 giugno 2014    | 30 marzo 2019    | Sandrina Schito          | civiche di centro-sinistra         | Sindaco             | [ 10 ] |
| 9 giugno 2019     | 24 giugno 2024   | Sandrina Schito          | PD e civiche                       | Sindaco             | [ 10 ] |
| 24 giugno 2024    | in carica        | Vincenzo De Giorgi       | Forza Italia                       | Sindaco             | [ 10 ] |

### Gemellaggi
- Cupertino
- Osimo
- Poggiardo

## Sport
Hanno sede nel comune la squadra di calcio a 5 femminile ASD Saint Joseph Copertino, che partecipa al campionato di serie A2 2017-2018 e la società di calcio ASD Copertino che ha disputato campionati dilettantistici regionali.